# Metal Lords
Metal Lords ist eine US-amerikanische Filmkomödie von Peter Sollett aus dem Jahr 2022. Der Coming-of-Age-Film handelt von drei Jugendlichen, die mit einer Metal-Band das Battle-of-the-Bands-Festival gewinnen wollen. Der Film wurde am 8. April 2022 weltweit über den Streaming-Dienst Netflix veröffentlicht.

## Handlung
Kevin ist ein unsicherer, eher schüchterner Jugendlicher und wird an seiner High School gemobbt. Sein einziger Freund ist der Metal-verrückte Hunter. Zusammen bilden sie die Post-Death-Metal-Band Skullfucker. Hunter hat sich in den Kopf gesetzt, wie seine Idole, die Band Kiloton, den Battle-of-the-Bands-Wettbewerb zu gewinnen. Doch Kevin spielt eigentlich nur die kleine Trommel in der Marching Band der Schule, um nicht am Sportunterricht teilnehmen zu müssen. Bei einer Probe der Marching Band beobachtet er, wie die Klarinettistin Emily komplett ausrastet und die Band verlässt, nachdem sie gemaßregelt wird.
Kevin und Hunter besuchen eine Party. Während Kevin betrunken mit Kendall flirtet, gerät Hunter mit dem Schulschläger Rocky „Skip“ Hoffman aneinander. Der Streit weitet sich auch auf die Band von Gastgeber Clay Moss aus, die Hunter zu lahm findet. Am nächsten Tag meldet Hunter die Band für den Battle of the Bands an und kauft mit der Kreditkarte seines vermögenden Vaters ein Schlagzeug für Kevin. Diesem gibt er auch „Hausaufgaben“, eine Liste von Stücken, die prägend für den Metal waren: von War Pigs von Black Sabbath bis Mjod von Kvelertak. Kevin baut sein Schlagzeug im Proberaum seiner Schule auf und bringt sich dort das Schlagzeugspielen bei. Dabei bemerkt er wieder Emily, die einen Raum weiter Cello spielt. Die beiden freunden sich an, und Kevin schlägt Hunter vor, sie als drittes Bandmitglied aufzunehmen. Doch der ist dem Ganzen eher abgeneigt, weil er Frauen im Allgemeinen nicht für „Metal“ genug hält (mit Ausnahme von The Runaways). Gleichzeitig eskaliert Hunters Streit mit Skip.
Kevin und Emily kommen sich immer näher und erleben das erste Mal miteinander. Nachdem Kevin weiter versucht, Emily in der Band unterzubringen, nennt Hunter sie ihre Yoko Ono. Bei einem Referat reizt er Emily dermaßen, dass diese in der Schule zusammenbricht und seine Gitarre zerstört. Dies führt zum Bruch zwischen Kevin und Hunter, aber auch zwischen ihm und Emily. Kevin freundet sich mit Clay an und spielt aushilfsweise in dessen Band Mollycoddle. Nach dem Konzert flirtet Kendall mit ihm, doch durch einen Tagtraum mit Rob Halford, Tom Morello, Scott Ian und Kirk Hammett kommt er zur Besinnung und kehrt zu Emily zurück. Währenddessen trägt Hunter Corpsepaint auf und versucht die Party zu stürmen, scheitert jedoch an der Security und wird festgenommen.
Hunters Vater schickt ihn nun in ein Therapiezentrum, wo er nicht nur den Schlagzeuger von Mollycoddle trifft, sondern sich auch Dr. Troy Nix als sein behandelnder Arzt herausstellt. Dr. Nix ist der ehemalige Gitarrist von Kiloton. Hunter überzeugt ihn, dass er eigentlich normal sei, und er soll entlassen werden, jedoch erst am Montag nach dem Battle-of-the Bands-Wettbewerb. Kevin beschließt jedoch ihn zu retten und es gelingt ihm auch, ihn sowie den Schlagzeuger von Mollycoddle zu befreien.
Schließlich gelingt es Kevin, Hunter zu überzeugen, dass Emily doch beim Wettbewerb mitmacht. Die Band wird kurzfristig in Skullflower umbenannt, nachdem die Direktorin Einwände gegen den Bandnamen erhebt. Der Auftritt wird zu einem Triumph für Skullflower, doch am Ende bricht ein versehentlich umgestoßener Lautsprecher Hunters Bein. So landen sie auf der Titelseite der Lokalzeitung. Den Bandwettbewerb gewinnen zwar Mollycoddle, aber die Schlagzeile gehört Skullflower.

## Hintergrund
Drehbuchautor D. B. Weiss, bekannt für Game of Thrones, ist ein Fan des Metal-Genres. Bereits während der Dreharbeiten zu Game of Thrones hatte er die Idee zu einem Metal-Film, den er mit Greg Shapiro drehen wollte, falls Game of Thrones abgesetzt werden sollte. 2019 beschlossen die beiden, dies in die Tat umzusetzen.
Metal Lords wurde in Portland, Oregon gedreht. Die Schulaufnahmen fanden in der Parkrose Middle School und der Parkrose High School statt. Die Szenen des Wettbewerbs wurden in der Revolution Hall abgedreht. Ursprünglich sollte der Film im Juli 2020 abgedreht werden, doch die COVID-19-Pandemie in den Vereinigten Staaten verhinderte dies. So wurde mit den Aufnahmen Ende 2020 erst angefangen. Die Dreharbeiten endeten im April 2021.
Für die musikalische Auswahl und die Komposition des Songs Machinery of Torment zeichnete Tom Morello verantwortlich.
Der Film wurde am 8. April 2022 weltweit über Netflix veröffentlicht.

## Rezensionen
Der Film erreichte bei Rotten Tomatoes 61 % positiver Reviews (Stand: 15. April 2022).
Auf Br.de schrieb Ferdinand Meyen: „Okay, man merkt dem Film seine Liebe zum Metal in fast jeder Sekunde an. (…) Außerdem spielt der Film mit Metal-Klischees, und was passiert, wenn man Metal zu ernst nimmt: Homophobie, Frauenfeindlichkeit, Aggressionen, unnötige Gewalt. In der ersten halben Stunde funktioniert das gut, doch leider übernimmt in der zweiten Hälfte von Metal Lords dann die weichgespülte, romantische Komödie, deren Ende schon nach zwanzig Minuten vorhersehbar ist.“
Auf der Metal-Website Burn Your Ears schreibt der Rezensent: „Metal Lords ist eine interessante Erfahrung, jedoch auf keinen Fall für jeden. Der Humor hat seine Stärken und Schwächen, visuell ist der Film größtenteils simplistisch und wenig beeindruckend und auch was die Geschichte angeht, wirkt er etwas zwiespältig.“
Auf Film-Rezensionen.de schreibt Oliver Armknecht: „Metal Lords begleitet drei junge Menschen und ihren Versuch, mit einer Heavy-Metal-Band durchzustarten. Das ist insgesamt ganz nett, auch wegen des sympathischen Ensembles. Es fehlen dann aber doch die Ideen, um sich von anderen Coming-of-Age-Geschichten abzuheben. Die Musikkomödie begnügt sich mit Namedropping und Oberflächlichkeiten.“